# Veliki boben
Veliki boben (italijansko grancassa) je tolkalo, največji izmed membranofonih glasbil.  Najpogosteje se uporablja ob pihalnih godbah.
Veliki boben se igra s palico/ami.